# تایجی، واکایاما
تایجی، واکایاما (به لاتین: Taiji, Wakayama) یک منطقهٔ مسکونی در ژاپن است که در Higashimuro District واقع شده‌است. تایجی ۳٬۴۲۸ نفر جمعیت دارد.